# Provinz Ferrara
Die Provinz Ferrara (italienisch Provincia di Ferrara) ist eine italienische Provinz der Region Emilia-Romagna. Hauptstadt ist Ferrara. Sie hat 339.664 Einwohner (Stand 31. Dezember 2023) in 21 Gemeinden auf einer Fläche von 2630 km².
Sie grenzt im Norden an die Provinz Rovigo (entlang des Po, der hier seine Deltamündung hat), im Westen an die Provinz Modena und im Süden an die Metropolitanstadt Bologna und die Provinz Ravenna. Im Osten liegt die Adria.

## Größte Gemeinden
(Stand: 31. Dezember 2023)
| Gemeinde          | Einwohner |
| ----------------- | --------- |
| Ferrara           | 129.391   |
| Cento             | 35.391    |
| Comacchio         | 22.054    |
| Argenta           | 21.110    |
| Copparo           | 15.739    |
| Bondeno           | 13.918    |
| Codigoro          | 11.037    |
| Portomaggiore     | 11.996    |
| Terre del Reno    | 10,142    |
| Poggio Renatico   | 9.760     |
| Riva del Po       | 7.425     |
| Vigarano Mainarda | 7.658     |
| Mesola            | 6.417     |
| Ostellato         | 5.583     |